# 花巻神社
花巻神社（はなまきじんじゃ）は、岩手県花巻市にある神社。

## 概要
JR花巻駅北方の小高い丘に鎮座している神社である。
元々あった愛宕神社・稲荷神社の二社を1955年（昭和30年）に合祀して花巻神社と改称、更にその後、愛宕神社境内に鎮座していた八坂神社も合祀し、1983年（昭和58年）に現在地に遷座した。

## 祭神
- 迦具土命（愛宕神社由来）
- 豊受姫命（稲荷神社由来）
- 建速須素男命（八坂神社由来）